# 페기 루인둘라
페기 루인둘라(Péguy Luyindula, 1979년 5월 25일~ )는 프랑스의 전 축구 선수이다. 1997년 '니오르' 구단 입단으로 프로 데뷔하였다. 올림피크 리옹, 올림피크 마르셰유를 거쳐 2007년부터 파리 생제르망 FC의 공격수(FW)로 있었다가 뉴욕 레드불스로 이적하였다.